# Valle del Medio Tagliamento
Valle del Medio Tagliamento este o arie protejată (arie specială de conservare — SAC, sit de importanță comunitară — SCI) din Italia întinsă pe o suprafață de 3.580 ha, integral pe uscat.

## Localizare
Centrul sitului Valle del Medio Tagliamento este situat la coordonatele 46°14′14″N 13°02′31″E / 46.2372°N 13.0419°E.

## Înființare
Situl Valle del Medio Tagliamento a fost declarat sit de importanță comunitară în septembrie 1995 pentru a proteja 2 specii de plante și 52 de specii de animale. Situl a fost protejat și ca arie specială de conservare în octombrie 2013.

## Biodiversitate
Situată în ecoregiunile alpină și continentală, aria protejată conține 25 de habitate naturale: Păduri ilirice de Fagus sylvatica (Aremonio-Fagion), Râuri de munte și vegetația lor lemnoasă cu Salix elaeagnos, Pajiști alpine și subalpine calcaroase, Râuri de munte și vegetația erbacee de pe malurile acestora, Lacuri eutrofice naturale cu vegetație de tip Magnopotamion sau Hydrocharition, Pajiști carstice calcaroase sau bazofile, de Alysso-Sedion albi, Peșteri inaccesibile publicului, Păduri de pin (sub-) mediteraneene cu pini negri endemici, Râuri de munte și vegetația lor lemnoasă cu Myricaria germanica, Păduri de Castanea sativa, Ape puternic oligomezotrofe cu vegetație bentonică cu Chara spp., Păduri aluvionare cu Alnus glutinosa și Fraxinus excelsior (Alno-Padion, Alnion incanae, Salicion albae), Pante stâncoase calcaroase cu vegetație casmofită, Cursuri de apă de la nivel de câmpie la nivel montan, cu vegetație Ranunculion fluitantis și Callitricho-Batrachion, Păduri ilirice de stejar și carpen (Erythronio-Carpinion), Păduri pe pante, grohotișuri și ravene de Tilio-Acerion, Pajiști cu Molinia pe soluri calcaroase, turboase sau argilos-nămoloase (Molinion caeruleae), Grohotișuri termofile și vest-mediteraneene, Fânețe de joasă altitudine (Alopecurus pratensis, Sanguisorba officinalis), Mlaștini calcaroase cu Cladium mariscus și specii de Caricion davallianae, Liziere de ierburi înalte hidrofile de câmpie și de nivel montan până la alpin, Galerii de Salix alba și de Populus alba, Pajiști uscate din regiunea submediteraneeană estică (Scorzoneratalia villosae), Formațiuni de Juniperus communis pe lande sau pajiști calcaroase, Pajiști alpine și boreale.
La baza desemnării sitului se află mai multe specii protejate:
- plante (2): Gladiolus palustris, moșișoare (Liparis loeselii)
- păsări (28): potârnichea de stâncă (Alectoris graeca saxatilis), fâsă-de-câmp (Anthus campestris), acvilă de munte (Aquila chrysaetos), acvilă de câmp (Aquila heliaca), cocoșul de mesteacăn (Bonasa bonasia), buhai de baltă (Botaurus stellaris), buha (Bubo bubo), pasărea ogorului (Burhinus oedicnemus), caprimulg (Caprimulgus europaeus), șerpar (Circaetus gallicus), erete vânăt (Circus cyaneus), acvilă țipătoare (Clanga clanga), cristeiul de câmp (Crex crex), ciocănitoare neagră (Dryocopus martius), presură de grădină (Emberiza hortulana), șoim călător (Falco peregrinus), vulturul pleșuv sur (Gyps fulvus), codalb (Haliaeetus albicilla), sfrâncioc roșiatic (Lanius collurio), sfrânciocul cu frunte neagră (Lanius minor), ciocârlie de pădure (Lullula arborea), Lyrurus tetrix tetrix, gaia neagră (Milvus migrans), vultur egiptean (Neophron percnopterus), viespar (Pernis apivorus), Phalacrocorax carbo sinensis, chiră de baltă (Sterna hirundo), silvie mediteraneană (Sylvia melanocephala)
- amfibieni (3): izvoraș-cu-burta-galbenă (Bombina variegata), Rana latastei, Triturus carnifex
- mamifere (6): vidră de râu (Lutra lutra), liliac cu aripi lungi (Miniopterus schreibersii), liliac cu urechi de șoarece (Myotis blythii), liliac comun (Myotis myotis), liliacul mare cu potcoavă (Rhinolophus ferrumequinum), liliacul mic cu potcoavă (Rhinolophus hipposideros)
- nevertebrate (7): Austropotamobius pallipes, fluturele auriu (Euphydryas aurinia), Euplagia quadripunctaria, rădașcă (Lucanus cervus), fluturele purpuriu (Lycaena dispar), Maculinea teleius, Vertigo angustior
- pești (7): Barbus plebejus, Cobitis bilineata, zglăvoacă (Cottus gobio), Lethenteron zanandreai, Protochondrostoma genei, Salmo marmoratus, Telestes muticellus
- reptile (1): țestoasa de baltă (Emys orbicularis)

Pe lângă speciile protejate, pe teritoriul sitului au mai fost identificate 10 specii de plante, 6 specii de amfibieni, 10 specii de mamifere, 8 specii de nevertebrate, 4 specii de pești, 8 specii de reptile.